# British Academy Games Awards
British Academy Games Awards (dawniej: British Academy Video Games Awards) – corocznie przyznawane nagrody za wyróżniające się osiągnięcia w dziedzinie gier komputerowych przez Brytyjską Akademię Sztuk Filmowych i Telewizyjnych. Nagroda po raz pierwszy została przyznana w 2004 roku i zastąpiła BAFTA Interactive Entertainment Awards.
Od utworzenia nagrody w 2004 roku odbyło się 21 ceremonii wręczenia. Ostatnia, 21. ceremonia wręczenia nagród British Academy Games Awards, miała miejsce 8 kwietnia 2025 w Queen Elizabeth Hall w Londynie i została poprowadzona przez brytyjsko-malezyjskiego komika Phila Wanga. 
Najwięcej nagród w historii zdobyły cztery gry – Grand Theft Auto: Vice City, Half-Life 2, Wii Sports i God of War: Ragnarok – każda po sześć. Natomiast najwięcej nominacji otrzymała gra God of War: Ragnarok (15).

## Ceremonie
| Ceremonia                                                   | Za rok    | Data                 | Miejsce (Londyn, Anglia)           | Gospodarz       | Najlepsza gra                                | Najwięcej nagród                                                                 | Najwięcej nominacji                                                  | Źródło      |
| ----------------------------------------------------------- | --------- | -------------------- | ---------------------------------- | --------------- | -------------------------------------------- | -------------------------------------------------------------------------------- | -------------------------------------------------------------------- | ----------- |
| 1. ceremonia wręczenia nagród British Academy Games Awards  | 2002/2003 | 25 lutego 2004       | Portman Hotel, Marylebone          | Bill Bailey     | Call of Duty                                 | Grand Theft Auto: Vice City (6)                                                  | Grand Theft Auto: Vice City (8)                                      | [ 2 ] [ 3 ] |
| 2. ceremonia wręczenia nagród British Academy Games Awards  | 2003/2004 | 1 marca 2005         | London's Café Royal, West End      | Jonathan Ross   | Half-Life 2                                  | Half-Life 2 (6)                                                                  | Half-Life 2 (8)                                                      | [ 4 ] [ 5 ] |
| 3. ceremonia wręczenia nagród British Academy Games Awards  | 2005/2006 | 5 października 2006  | Roundhouse, Camden Town            | Vernon Kay      | Tom Clancy’s Ghost Recon Advanced Warfighter | Tom Clancy’s Ghost Recon Advanced Warfighter LocoRoco Shadow of the Colossus (2) | Tom Clancy’s Ghost Recon Advanced Warfighter LocoRoco (8)            | [ 6 ]       |
| 4. ceremonia wręczenia nagród British Academy Games Awards  | 2006/2007 | 23 października 2007 | Battersea Park, Battersea          | Vic Reeves      | BioShock                                     | Wii Sports (6)                                                                   | Wii Sports (7)                                                       | [ 7 ]       |
| 5. ceremonia wręczenia nagród British Academy Games Awards  | 2007/2008 | 10 marca 2009        | London Hilton, City of Westminster | Dara Ó Briain   | Super Mario Galaxy                           | Call of Duty 4: Modern Warfare (3)                                               | Call of Duty 4: Modern Warfare Grand Theft Auto IV (7)               | [ 8 ]       |
| 6. ceremonia wręczenia nagród British Academy Games Awards  | 2009      | 19 marca 2010        | London Hilton, City of Westminster | Dara Ó Briain   | Batman: Arkham Asylum                        | Uncharted 2: Pośród złodziei (4)                                                 | Uncharted 2: Pośród złodziei (10)                                    | [ 9 ]       |
| 7. ceremonia wręczenia nagród British Academy Games Awards  | 2010      | 16 marca 2011        | London Hilton, City of Westminster | Dara Ó Briain   | Mass Effect 2                                | Heavy Rain (3)                                                                   | Assassin’s Creed: Brotherhood Call of Duty: Black Ops Heavy Rain (7) | [ 10 ]      |
| 8. ceremonia wręczenia nagród British Academy Games Awards  | 2011      | 16 marca 2012        | London Hilton, City of Westminster | Dara Ó Briain   | Portal 2                                     | Battlefield 3 Portal 2 (3)                                                       | Batman: Arkham City L.A. Noire (9)                                   | [ 11 ]      |
| 9. ceremonia wręczenia nagród British Academy Games Awards  | 2012      | 5 marca 2013         | London Hilton, City of Westminster | Dara Ó Briain   | Dishonored                                   | Podróż (5)                                                                       | Podróż (8)                                                           | [ 12 ]      |
| 10. ceremonia wręczenia nagród British Academy Games Awards | 2013      | 12 marca 2014        | Tobacco Dock, East End             | Dara Ó Briain   | The Last of Us                               | The Last of Us (5)                                                               | The Last of Us (10)                                                  | [ 13 ]      |
| 11. ceremonia wręczenia nagród British Academy Games Awards | 2014      | 12 marca 2015        | Tobacco Dock, East End             | Rufus Hound     | Destiny                                      | Monument Valley The Last of Us: Left Behind (2)                                  | Obcy: Izolacja (6)                                                   | [ 14 ]      |
| 12. ceremonia wręczenia nagród British Academy Games Awards | 2015      | 7 kwietnia 2016      | Tobacco Dock, East End             | Dara Ó Briain   | Fallout 4                                    | Everybody's Gone to the Rapture Her Story Rocket League (3)                      | Everybody’s Gone to the Rapture (10)                                 | [ 15 ]      |
| 13. ceremonia wręczenia nagród British Academy Games Awards | 2016      | 6 kwietnia 2017      | Tobacco Dock, East End             | Danny Wallace   | Uncharted 4: Kres złodzieja                  | Inside (4)                                                                       | Uncharted 4: Kres złodzieja (8)                                      | [ 16 ]      |
| 14. ceremonia wręczenia nagród British Academy Games Awards | 2017      | 12 kwietnia 2018     | Troxy, Stepney                     | Dara Ó Briain   | What Remains of Edith Finch                  | Hellblade: Senua's Sacrifice (5)                                                 | Hellblade: Senua's Sacrifice (9)                                     | [ 17 ]      |
| 15. ceremonia wręczenia nagród British Academy Games Awards | 2018      | 4 kwietnia 2019      | Queen Elizabeth Hall, South Bank   | Dara Ó Briain   | God of War                                   | God of War (5)                                                                   | God of War (10)                                                      | [ 18 ]      |
| 16. ceremonia wręczenia nagród British Academy Games Awards | 2019      | 2 kwietnia 2020      | Transmisja na żywo                 | Dara Ó Briain   | Outer Wilds                                  | Disco Elysium i Outer Wilds (5)                                                  | Control i Death Stranding (11)                                       | [ 20 ]      |
| 17. ceremonia wręczenia nagród British Academy Games Awards | 2020      | 25 marca 2021        | Transmisja na żywo                 | Elle Osili-Wood | Hades                                        | Hades (5)                                                                        | The Last of Us Part II (14)                                          | [ 22 ]      |
| 18. ceremonia wręczenia nagród British Academy Games Awards | 2021      | 7 kwietnia 2022      | Queen Elizabeth Hall, South Bank   | Elle Osili-Wood | Returnal                                     | Returnal (4)                                                                     | It Takes Two i Returnal (9)                                          | [ 23 ]      |
| 19. ceremonia wręczenia nagród British Academy Games Awards | 2022      | 30 marca 2023        | Queen Elizabeth Hall, South Bank   | Frankie Ward    | Vampire Survivors                            | God of War: Ragnarok (6)                                                         | God of War: Ragnarok (15)                                            | [ 24 ]      |
| 20. ceremonia wręczenia nagród British Academy Games Awards | 2023      | 11 kwietnia 2024     | Queen Elizabeth Hall, South Bank   | Phil Wang       | Baldur's Gate 3                              | Baldur's Gate 3 (5)                                                              | Baldur's Gate 3 (11)                                                 | [ 25 ]      |
| 21. ceremonia wręczenia nagród British Academy Games Awards | 2024      | 8 kwietnia 2025      | Queen Elizabeth Hall, South Bank   | Phil Wang       | Astro Bot                                    | Astro Bot (5)                                                                    | Senua's Saga: Hellblade II (11)                                      | [ 26 ]      |

## Kategorie

### Obecne kategorie
| Nazwa                                           | Nazwa                | Przyznawana         | Dawne nazwy                  | Dawne nazwy          | Dawne nazwy             |
| Nazwa Kategorii                                 | Oryginalna nazwa     | Przyznawana         | Nazwa Kategorii              | Oryginalna nazwa     | Okres                   |
| ----------------------------------------------- | -------------------- | ------------------- | ---------------------------- | -------------------- | ----------------------- |
| Najlepsza gra                                   | Best Game            | od 2004             | Gra na dowolną platformę     | Game on Any Platform | 2004                    |
| Animacja                                        | Animation            | od 2020             |                              |                      |                         |
| Osiągnięcie artystyczne                         | Artistic Achievement | od 2005             | Reżyseria artystyczna        | Art Direction        | 2005                    |
| Osiągnięcie w udźwiękowieniu                    | Audio Achievement    | od 2004             | Dźwięk                       | Sound                | 2004                    |
| Osiągnięcie w udźwiękowieniu                    | Audio Achievement    | od 2004             | Wykorzystanie dźwięku        | Use of Audio         | 2007 – 2011             |
| Brytyjska gra                                   | British Game         | od 2013             |                              |                      |                         |
| Debiut                                          | Debut Game           | od 2012             |                              |                      |                         |
| Gra familijna                                   | Family               | od 2010             | Familijne i socjalne         | Family and Social    | 2010                    |
| Projekt gry                                     | Game Design          | 2004, od 2012       |                              |                      |                         |
| Gry na urządzenia mobilne lub konsole przenośne | Mobile & Handheld    | 2004, 2005, od 2009 | Gry na konsole przenośne     | Handheld             | 2005, 2009 – 2011       |
| Tryb wieloosobowy                               | Multiplayer          | od 2004             | Sieciowy tryb wieloosobowy   | Online Multiplayer   | 2015, 2012, 2013        |
| Muzyka                                          | Music                | od 2004             | Muzyka oryginalna            | Original Music       | 2004, 2005, 2011 – 2014 |
| Muzyka                                          | Music                | od 2004             | Oryginalna ścieżka dźwiękowa | Original Score       | 2006 – 2010             |
| Oryginalna własność intelektualna               | Original Property    | od 2015             |                              |                      |                         |
| Występ                                          | Performer            | od 2012             |                              |                      |                         |
| Popremierowe wsparcie                           | Persistent Game      | od 2015             |                              |                      |                         |
| Sportowa                                        | Sports               | od 2004             | Sport/Fitness                | Sports/Fitness       | 2012, 2013              |
| Scenariusz                                      | Story                | od 2006             | Scenariusz                   | Screenplay           | 2006                    |
| Scenariusz                                      | Story                | od 2006             | Historia lub postać          | Story and Character  | 2007 – 2009             |
| Źródło: Gry-Online                              |                      |                     |                              |                      |                         |

### Dawne kategorie
| Nazwa                            | Nazwa                 | Przyznawana       | Dawne nazwy             | Dawne nazwy             | Dawne nazwy |
| Nazwa Kategorii                  | Oryginalna nazwa      | Przyznawana       | Nazwa Kategorii         | Oryginalna nazwa        | Okres       |
| -------------------------------- | --------------------- | ----------------- | ----------------------- | ----------------------- | ----------- |
| Akcja i przygoda                 | Action and Adventure  | 2006 – 2014       | Akcja                   | Action                  | 2010 – 2013 |
| Gra przygodowa                   | Adventure Game        | 2004              |                         |                         |             |
| Animacja                         | Animation             | 2004, 2005        | Animacja lub intro      | Animation or Intro      | 2004        |
| Casual                           | Casual                | 2006 – 2009       | Party games             | Casual and Social       | 2006        |
| Najciekawsza postać              | Character             | 2006              |                         |                         |             |
| Gra dla dzieci                   | Children's Game       | 2004 – 2006       |                         |                         |             |
| Game Boy Advance                 | Game Boy Advance Game | 2004              |                         |                         |             |
| Gamecube                         | Gamecube              | 2004, 2005        |                         |                         |             |
| Rozgrywka                        | Gameplay              | 2006 – 2011       |                         |                         |             |
| Gra mobilna                      | Mobile Game           | 2004, 2005        |                         |                         |             |
| Przeglądarkowa                   | Online – Browser      | 2012, 2013        |                         |                         |             |
| Oryginalność                     | Originality           | 2005              |                         |                         |             |
| Gra na PC                        | PC                    | 2004, 2005        |                         |                         |             |
| PlayStation 2                    | PS2                   | 2004, 2005        |                         |                         |             |
| Wyścigowe                        | Racing                | 2004, 2005        |                         |                         |             |
| Scenariusz                       | Screenplay            | 2006              |                         |                         |             |
| Symulator                        | Simulation            | 2006              |                         |                         |             |
| Gra na portalu społecznościowym  | Social Network Game   | 2011              |                         |                         |             |
| licencjonowana ścieżka dźwiękowa | Soundtrack            | 2006              |                         |                         |             |
| Strategia                        | Strategy              | 2004, 2006 – 2014 | Strategia lub symulacja | Strategy and Simulation | 2007 – 2014 |
| Osiągnięcie techniczne           | Technical Achievement | 2004 – 2009, 2011 | Reżyseria techniczna    | Technical Direction     | 2005        |
| Osiągnięcie techniczne           | Technical Achievement | 2004 – 2009, 2011 | Techniczna innowacja    | Technical Innovation    | 2011        |
| Wykorzystanie trybu online       | Use of Online         | 2010              |                         |                         |             |
| Xbox                             | Xbox                  | 2004, 2005        |                         |                         |             |
| Źródło: Gry-Online               |                       |                   |                         |                         |             |

## Wielokrotni zwycięzcy

### Nagrody
Następujące gry otrzymały 3 lub więcej nagród.
| Zwycięstwa | Gra                            | Rok  |
| ---------- | ------------------------------ | ---- |
| 6          | Grand Theft Auto: Vice City    | 2004 |
| 6          | Half-Life 2                    | 2005 |
| 6          | Wii Sports                     | 2007 |
| 5          | Podróż                         | 2013 |
| 5          | The Last of Us                 | 2014 |
| 4          | Uncharted 2: Pośród złodziei   | 2010 |
| 3          | Burnout 3: Takedown            | 2005 |
| 3          | Call of Duty 4: Modern Warfare | 2009 |
| 3          | Heavy Rain                     | 2011 |
| 3          | Battlefield 3                  | 2012 |
| 3          | Portal 2                       | 2012 |
| 3          | Grand Theft Auto V             | 2014 |
| 3          | Tearaway                       | 2014 |

### Nominacje
Następujące gry otrzymały 8 lub więcej nominacji.
| Nominacje |                                              |      |
| --------- | -------------------------------------------- | ---- |
| 10        | Uncharted 2: Pośród złodziei                 | 2010 |
| 10        | The Last of Us                               | 2014 |
| 9         | Call of Duty: Modern Warfare 2               | 2010 |
| 9         | Batman: Arkham City                          | 2012 |
| 9         | L.A. Noire                                   | 2012 |
| 9         | Grand Theft Auto V                           | 2014 |
| 8         | Grand Theft Auto: Vice City                  | 2004 |
| 8         | Half-Life 2                                  | 2005 |
| 8         | LocoRoco                                     | 2006 |
| 8         | Tom Clancy’s Ghost Recon Advanced Warfighter | 2006 |
| 8         | Batman: Arkham Asylum                        | 2010 |
| 8         | Podróż                                       | 2013 |
| 8         | Tearaway                                     | 2014 |